# Aišat Kadyrova
Aišat Ramzanovna Kadyrova (in russo Айшат Рамзановна Кады́рова?; Centaroj, 31 dicembre 1998) è una stilista e politica russa di etnia cecena.

## Biografia

### Primi anni e formazione
Nata a capodanno del 1998 a Centaroj, distretto di Šali (oggi Akhmat-Jurt, distretto di Kurčaloj), villaggio natale della sua famiglia, Aišat Kadyrova è la primogenita di Ramzan Kadyrov e di sua moglie Medni Aidamirova.
Suo nonno paterno, Akhmat Kadyrov, alla sua nascita, era ancora il Mufti dell'Ichkeria prima di passare dalla parte dei ceceni federalisti allo scoppio della seconda guerra cecena l'anno seguente. Kadyrov morì in un attentato nel 2004 quando Aišat aveva cinque anni.
Fino alla sesta elementare, Kadyrova ha frequentato una scuola statale, poi è passata all'istruzione domiciliare per due anni.
Dopo essersi diplomata alla scuola superiore di Akhmat-Yurt Akhmat-Khadzhi, Kadyrova entrò alla Facoltà di Economia dell'Università statale cecena di Groznyj.

### Carriera politica
Nel 2020 Kadyrova è stata nominata dal padre viceministro della cultura per poi diventarne il ministro l'anno seguente.
Nel ottobre 2023 è stata nominata vice primo ministro per il blocco sociale della Cecenia sotto proposta del primo ministro Muslim Khučiev. Nel febbraio 2025, Kadyrova ha espresso la sua volontà a dimettersi dalla sua carica, venendo poi rimossa il marzo successivo.

## Vita privata

### Famiglia
Figlia di Ramzan Kadyrov, Kadyrova ha tredici fratelli di cui due adottivi: Khadižat (detta Karina, 2000), Khutmat (detta Khedi, 2002), Tabarik (2004), Akhmat (2005), Zelimkhan (detto Eli, 2006), Adam (2007), Ašura (2012), Šeikh-Magomed (2014), Šeikh-Akhmed ed Eset (gemelli, 2015), Abdullakh (2016) Khasan e Khusein (gemelli, 2017).
Suo fratello Akhmat è il ministro dello sport. Suo cugino di primo grado Khamzat Kadyrov è il segretario del consiglio di sicurezza regionale.
Nel 2017 Kadyrova si è sposata con il ministro dell'agricoltura Viskhan Macuev, figlio di un ex compagno di classe di suo padre Ramzan, Zelimkha Macuev, ucciso in uno scontro con dei separatisti. La coppia si è conosciuta due settimane prima del matrimonio. Nel 2021 è nato il loro primo figlio, Jusuf, secondo nipote del leader della Cecenia.

### Religione
Praticante musulmana, Kadyrova fin dall'infanzia ha imparato a memoria il Corano, ottenendo il titolo di ḥāfiẓa. In un'intervista con la rivista di moda Tatler ha parlato della sua difficoltà nell'apprendere l'arabo: "Un insegnante è venuto da me. All'inizio studiavamo solo l'arabo. Il Corano arabo è diverso, la pronuncia è diversa, il libro ha le sue regole e i suoi segni. È stato un sacco di lavoro, mi è costato un sacco di fatica. Non dimenticherò mai il giorno in cui ho finito l'ultima sura"

### Carriera stilistica
Dal 2016, Kadyrova è diventata direttrice e capo stilista della casa di moda "Firdaws" ("Giardino dell'Eden"), fondata nel 2009 da sua madre Medni. Il 1º marzo 2017 ha presentato la sua prima collezione di moda a Groznyj. Nell'aprile dello stesso anno, le boutique Firdaws sono state aperte in Cecenia e Daghestan. Nel settembre 2019, Aišat ha aperto la sua prima boutique di abbigliamento a Mosca nella galleria "Gimenei" sulla strada Bolšaja Jakimanka. 

### Altro
Oltre all'industria della moda, la figlia del leader ceceno ha aperto un negozio di fiori e pasticceria a Parigi. il 31 ottobre 2019 ha aperto un'altra filiale del ristorante nel centro di Groznyj. Tra le sue città preferite ci sono La Mecca, Medina, Groznyj e Parigi.

## Sanzioni
Dal 2020 gli Stati Uniti hanno vietato a Kadyrova, a suo padre e a sua sorella minore Khadižat l'ingresso nel paese.
Il 15 settembre 2022 il dipartimento del tesoro statunitense ha imposto a Kadyrova sanzioni per essere collegata al regime di suo padre e al governo russo.
Il 7 ottobre 2022 è stato aggiunta all'elenco delle sanzioni del Giappone.
Il 16 dicembre 2022 l'Unione Europea l'ha aggiunta al suo elenco delle sanzioni.